# Cabozantinib
Cabozantinib (nome comercial Cometriq)é um fármaco inibidor de quinases c-Met e VEGFR, utilizado para tratar câncer medular metastático da tireoide. Em pesquisa realizada com 330 pacientes mostrou-se eficaz para a redução do tumor e em aumentar a sobrevida destes pacientes.